# Nectria cinereopapillata
Nectria cinereopapillata är en svampart som beskrevs av Henn. & E. Nyman 1900. Nectria cinereopapillata ingår i släktet Nectria och familjen Nectriaceae.   Inga underarter finns listade i Catalogue of Life.